# Christiaan Barnard
Christiaan Barnard (teljes neve: Christiaan Neethling Barnard) (Beafort West, Dél-afrikai Unió, 1922. november 8. – Páfosz, Ciprus, 2001. szeptember 2.) dél-afrikai sebészfőorvos, aki az első, emberen végrehajtott szívátültetéssel szerzett világhírnevet és elismertséget.

## Munkássága
Apja, Adam Barnard holland protestáns lelkész volt, négy testvére közül öt évvel fiatalabb öccse, Abraham szívrohamban halt meg. Ekkor határozta el, hogy szívsebész lesz. 1940-től a fokvárosi orvosi egyetemen tanult, 1945-ben szerzett diplomát. 1953-ban tett professzori vizsgát. A fokvárosi Groote Suur Kórházban dolgozott, 1956 és 1958 között az Egyesült Államokban kétéves ösztöndíjjal a Minnesotai Egyetemen fejezte be orvosi tanulmányait és vezető szívsebészként tért haza Afrikába. Amerikában ismerkedett meg Norman Shumway szívsebésszel, aki úttörő kutatásokat végzett a szívátültetések terén.
Barnard vezette be hazájában a nyitott szívműtéteket, több új típusú műszívbillentyűt dolgozott ki és szívátültetési kísérletsorozatot végzett kutyákon. 
1967. december 3-án hajtotta végre az első emberi szívátültetést, húszfős orvosi csoport segítségével, kilencórás műtéttel Louis Washkansky 54 éves dél-afrikai zöldségesen, akinek egy autóbalesetben elhunyt fiatal nő szívét ültette be. A műtét sikeres volt, de a páciens 18 nappal később tüdőgyulladásban meghalt. Későbbi műtétei egyre sikeresebbek voltak, sok betege hosszú évekig élt új szívvel. Az 1971-ben megműtött Dirk van Zyl huszonhárom évet élt az új szívvel. Barnard 1983-ig vezette a kórház kardiológiai részlegét.

## Magánélete
1948-ban nősült először, a Groote Suur Kórházban ápolónőként dolgozó Aletta Gertruida Louwt vette feleségül, két gyermeke született, Deirdre és André. 1969-ben elvált, a következő évben a 19 éves Barbara Zoellnert vette el, ebből a házasságból is két gyereke született, Frederik és ifj. Christiaan. 1982-ben vált el másodszor, harmadik házassága 1988-tól 2000-ig tartott Setzkorn Karinnal, ebből a házasságból is két gyereke született, Armint és Lara. 
Amikor világhírnevet szerzett, sok híres nővel hozta kapcsolatba a média, többek között említették Gina Lollobrigidát és Françoise Hardyt.